# Faringdon Castle
Faringdon Castle ist eine abgegangene Burg am Ortsrand des Marktes Faringdon in der englischen Grafschaft Berkshire (heute Oxfordshire), etwa 17 km nordöstlich von Swindon.
Die Burg ließ Robert, 1. Earl of Gloucester, ein Unterstützer von Kaiserin Matilda während der Anarchie 1144 an einer Stelle namens Folly Hill bauen. In der Gesta Stephani einer zeitgenössischen Chronik, sind die Gründung der Burg und die Taten des Earls aufgezeichnet. Dort steht, die Burg sei „durch ein Ringmauer und eine Palanke stark befestigt [gewesen] und mit einer Garnison, die die Blüte der gesamten Armee darstellte, belegt. Er schlug tapfer die gewöhnlichen Angriffe der königlichen Soldaten zurück, die aus Oxford und anderen Burgen darum herum kamen, um seine Seite zu belästigen.“ Nur wenige Wochen nach seiner Fertigstellung wurde Faringdon Castle von den Truppen König Stephans belagert und nach vier Tagen ergab sich der Kastellan, Brian de Soulis. Im Laufe der folgenden 1–2 Jahre wurde die Burg zerstört.
In den 1930er-Jahren ließ der exzentrische Lord Berners, der in Faringdon Manor lebte, einen Turm aus Ziegelsteinen auf dem Gelände bauen, der „Faringdon Folly“ genannt wurde. Der Garten wurde teilweise durch die Gartengestalterin Norah Lindsay eingerichtet.

## Populäre Rezeption
Ellis Peters verwendete die Geschichte der Burg in der letzten ihrer Cadfael Chronicles (Brother Cadfael’s Penance).